# Bozieni (Neamț)
Bozieni è un comune della Romania di 3 145 abitanti, ubicato nel distretto di Neamț, nella regione storica della Moldavia. 
Il comune è formato dall'unione di 5 villaggi: Băneasa, Bozieni, Crăiești, Cuci, Iucșa.